# 学術用語集
学術用語集（がくじゅつようごしゅう）とは、
1. 文部省の主導により編纂された、日本語の学術用語と英語を関連づけるための辞書的冊子。本項で詳述。
2. 学術用語を集めた書物を意味する一般名詞。

## 文部省による学術用語集

### 作成までの経緯
『学術用語集』（がくじゅつようごしゅう）は、文部省（現：文部科学省）の主導により編纂された、日本語の学術用語と英語を関連づけるための辞書的冊子。『文部省学術用語集』とも言われる。
日本で使われる学術用語の多くは、明治以降、西洋語（英語など）からの翻訳語として作り出された。しかし、訳語の不統一があり、問題になっていた。
文部省は、用語の整理統一を目的に、昭和22年（1947年）2月、学術文献調査特別委員会学術用語制定科会という会を設け、学術用語制定に着手した。その事業は、文部省の学術用語調査会、さらに文部省学術奨励審議会学術用語分科審議会により続けられた。昭和29年（1954年）3月、各分野の学術用語集が発行された。その後、既存の『学術用語集』の増補や、新しい分野の『学術用語集』の発行がされている。

### 内容・構成
内容は2部に分かれており、第1部は「和英の部」、第2部は「英和の部」である。「参考」の部が付く本もある（未見）。
「和英の部」では、ひとつの学術用語について「ローマ字で表現された学術用語」「通常の日本語で表現された学術用語」「英語」が記述されており、ローマ字のアルファベット順に並んでいる。
「英和の部」では、ひとつの学術用語について、「英語」「通常の日本語で表現された学術用語」「ローマ字で表現された学術用語」が記述されており、英語のアルファベット順に並んでいる。
用語の意味の説明はない。
B6判の冊子となっている。著作権者は文部省（文部省とそれぞれの学会が著作権を持つこともある）。発行出版社はいろいろで、大日本図書株式会社、日本学術振興会、それぞれの学会、丸善など。

### 書誌情報等
これまで『学術用語集』として以下のものが出版されている。
- 「数学編」（1954年（昭和29年）3月発行）大日本図書 ISBN 4-477-00170-3
- 「物理学編」（1954年（昭和29年）3月発行）大日本図書
- 「動物学編」（1954年（昭和29年）3月発行）大日本図書
- 「土木工学編」（1954年（昭和29年）3月発行）土木学会
- 「採鉱ヤ金学編」（1954年（昭和29年）3月発行）日本鉱業会
- 「化学編」（1955年（昭和30年）3月発行）南江堂
- 「機械工学編」（1955年（昭和30年）3月発行）日本機械学会
- 「建築学編」（1955年（昭和30年）3月発行）日本建築学会
- 「船舶工学編」（1955年（昭和30年）12月発行）造船協会
- 「化学編」（訂正版）（1956年（昭和31年）2月発行）南江堂
- 「植物学編」（1956年（昭和31年）4月発行）大日本図書
- 「電気工学編」（1957年（昭和32年）11月発行）電気学会
- 「図書館学編」（1968年（昭和33年）5月発行）大日本図書
- 「論理学編」（1975年（昭和40年）5月発行）大日本図書
- 「キリスト教学編」（1972年（昭和47年）3月発行）日本学術振興会、丸善 （発売） ISBN 4-8181-8157-9
- 「航空工学編」（1973年（昭和48年）6月発行）日本航空宇宙学会書、産業図書 （発売）
- 「計測工学編」（1973年（昭和48年）12月発行）計測自動制御学会
- 「天文学編」（1974年（昭和49年）1月発行）日本学術振興会、丸善 （発売）
- 「地震学編」（1974年（昭和49年）3月発行）日本学術振興会、丸善 （発売）
- 「化学編」（増訂版）（1974年（昭和49年）4月発行）日本化学会、南江堂 （発売）
- 「分光学編」（1974年（昭和49年）7月発行）日本学術振興会、丸善 （発売）
- 「遺伝学編」（1974年（昭和49年）7月発行）日本学術振興会、丸善 （発売）
- 「歯学編」（1975年（昭和50年）6月発行）日本歯科医師会、医歯薬出版 （発売）
- 「気象学編」（1975年（昭和50年）10月発行）日本気象学会
- 「原子力工学編」（1978年（昭和53年）1月発行）日本原子力学会、コロナ社 （発売）
- 「電気工学編」（増訂版）（1979年（昭和54年）6月発行）電気学会、コロナ社 （発売）
- 「海洋学編」（1981年（昭和56年）3月発行）日本学術振興会、丸善 （発売）
- 「地理学編」（1981年（昭和56年）3月発行）日本学術振興会
- 「地学編」（1984年（昭和59年）2月発行）日本学術振興会、丸善 （発売）
- 「機械工学編」（増訂版）（1985年（昭和60年）12月発行）日本機械学会、丸善 （発売）
- 「化学編」（増訂2版）（1986年（昭和61年）3月発行）日本化学会、南江堂 （発売）
- 「心理学編」（1986年（昭和61年）3月発行）日本学術振興会、丸善 （発売） ISBN   4-8181-8602-3
- 「農学編」（1986年（昭和61年）発行）日本学術振興会、丸善 （発売） ISBN 4-8181-8603-1
- 「気象学編」（増訂版）（1987年（昭和62年）3月発行）日本学術振興会、丸善 （発売） ISBN 4-8181-8703-8
- 「動物学編」（増訂版）（1988年（昭和63年）発行）丸善 ISBN 4-621-03256-9
- 「植物学編」（増訂版）（1990年（平成2年）3月発行）丸善 ISBN 4-621-03376-X
- 「建築学編」（増訂版）（1990年（平成2年）4月発行）　日本建築学会、丸善 （発売） ISBN 4-8189-0355-8
- 「物理学編」（増訂版）（1990年（平成2年）9月発行）　培風館 ISBN 4-563-02195-4
- 「土木工学編」（増訂版）（1991年（平成3年）8月発行）土木学会 ISBN 4-8106-0073-4
- 「電気工学編」（増訂2版）（1991年（平成3年）7月発行）電気学会、コロナ社（発売） ISBN 4-339-00581-9
- 「歯学編」（増訂版）（1992年（平成4年）発行）日本歯科医学会、口腔保健協会（発売） ISBN 4-89605-085-1
- 「遺伝学編」（増訂版）（1993年（平成5年）8月発行）丸善 ISBN 4-621-03805-2
- 「天文学編」（増訂版）（1994年（平成6年）11月発行）日本学術振興会、丸善 （発売） ISBN 4-8181-9404-2
- 「言語学編」（1997年（平成9年）12月発行）日本学術振興会、丸善 （発売） ISBN 4-8181-9506-5
- 「計測工学編」（増訂版）（1997年（平成9年）7月発行）計測自動制御学会、コロナ社 （発売）  ISBN 4-339-03162-3
- 「図書館情報学編」（1997年（平成9年）3月発行）丸善 ISBN 4-621-04305-6
- 「分光学編」（増訂版）（1999年（平成11年）7月発行） 培風館 ISBN 4-563-04567-5
- 「地震学編」（増訂版）（2000年（平成12年）3月発行）　日本学術振興会 ISBN 4-8181-9509-X
- 「薬学編」（2000年（平成12年）11月発行）　丸善 ISBN 4-621-04780-9
- 「医学編」（2003年（平成15年）11月発行）　日本学術振興会、丸善 （発売） ISBN 4-8181-9517-0

## オンライン学術用語集
これまでに出版された学術用語集のうちの一部については国立情報学研究所が設けた「オンライン学術用語集」サイトから収録語を検索することができた。2016年3月28日にJ-GLOBALに統合。2016年5月時点で「数学編」「採鉱ヤ金学編」「船舶工学編」「キリスト教学編」「航空工学編」「計測工学編」「地震学編」「原子力工学編」「海洋学編」「地理学編」「地学編」「心理学編」「気象学編（増訂版）」「動物学編（増訂版）」「植物学編（増訂版）」「物理学編（増訂版）」「土木工学編（増訂版）」「建築学編（増訂版）」「遺伝学編（増訂版）」「天文学編（増訂版）」「言語学編」「分光学編（増訂版）」「化学編」「論理学編」が収録されている。